# Geiger (cràter)

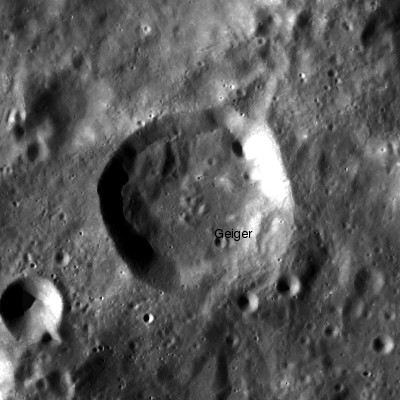
Fotografia de la missió Lunar Reconnaissance Orbite

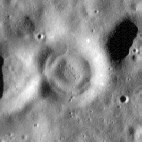
Geiger L. Fotografia de la missió Lunar Reconnaissance Orbiter

Geiger és un cràter d'impacte situat a la cara oculta de la Lluna. Es troba al sud-oest de la plana emmurallada del cràter Keeler, molt més gran, i una mica més cap al nord-est de la gran plana emmurallada de Gagarin. Al sud s'hi troba el cràter Cyrano.
Es tracta d'una formació de cràter no del tot simètrica, amb petites protuberàncies externes al llarg del nord i nord-est. La vora cap al sud-est està pitjor formada que a la resta del brocal. La paret interior nord és més extensa que en altres llocs, ocupant al voltant d'un terç del sòl interior, relativament pla i caracteritzat per les petjades d'uns diminuts cràters.

## Cràters satèl·lit
Per convenció, aquests elements són identificats als mapes lunars posant la lletra al costat del punt mitjà del cràter que està més prop de Geiger.
|        | \| Geiger \| Coordenades \| Diàmetre \| \| ------ \| -------------------------------------- \| -------- \| \| K \| 16° 00′ S, 159° 54′ E / 16.0°S,159.9°E \| 11 km \| \| L \| 16° 18′ S, 159° 18′ E / 16.3°S,159.3°E \| 6 km \| \| R \| 15° 42′ S, 156° 30′ E / 15.7°S,156.5°E \| 40 km \| \| I \| 12° 42′ S, 158° 06′ E / 12.7°S,158.1°E \| 29 km \| |          |
| Geiger | Coordenades | Diàmetre |
| K      | 16° 00′ S, 159° 54′ E / 16.0°S,159.9°E | 11 km    |
| L      | 16° 18′ S, 159° 18′ E / 16.3°S,159.3°E | 6 km     |
| R      | 15° 42′ S, 156° 30′ E / 15.7°S,156.5°E | 40 km    |
| I      | 12° 42′ S, 158° 06′ E / 12.7°S,158.1°E | 29 km    |